# Птица, Клавдий Борисович
Клавдий Борисович Пти́ца (1911 — 1983) — советский хоровой дирижёр, хормейстер, педагог. Народный артист СССР (1966).

## Биография
Клавдий Птица родился 21 января (3 февраля) 1911 года в Пронске (ныне Рязанская область, Россия) в семье сельского врача (мать — учительница).
С 10 лет (1921—1928) пел в церковном хоре, играл в любительском оркестре в школе, дирижировал хором. В 1929—1932 годах учился в Рязанском музыкальном техникуме (ныне Рязанский музыкальный колледж им. Г. и А. Пироговых). В годы войны некоторое время преподавал в нём.
В 1937 году окончил дирижёрско-хоровое отделение Московской консерватории по классу Г. А. Дмитревского, в 1940 году — аспирантуру.
В 1936—1938 годах — главный хормейстер Оперной студии Московской консерватории, в 1938—1941 — хормейстер Московской филармонии, в 1943—1946 — хормейстер Государственного хора СССР (ныне Государственный академический русский хор имени А. В. Свешникова).
С 1950 по 1983 годы — художественный руководитель и главный дирижёр Академического Большого хора Центрального телевидения и Всесоюзного радио (с 2005 — Академический Большой хор «Мастера хорового пения» Российского государственного музыкального телерадиоцентра). Осуществил более 20 оперных концертных постановок, исполнил большое количество кантатно-ораториальных сочинений русских и зарубежных композиторов, а также хоровых произведений советских композиторов-песенников.
В 1938—1941 и с 1943 года преподавал в Московской консерватории (с 1956 — профессор, с 1960 года — заведующий кафедрой хорового дирижирования). Одновременно в 1946—1960 годах — декан факультета хорового дирижирования Государственного музыкально-педагогического института им. Гнесиных (ныне Российская академия музыки имени Гнесиных), в 1947—1952 — заведующий отделом хорового дирижирования Музыкального училища им. Гнесиных. Среди учеников: Н. Ветлугина, В. Балашов, Л. Григоров, Н. Добровольская, В. Живов, Л. Исханова, В. Краснощёков, Б. Куликов, А. Осипов, Г. Рождественская, Д.Семеновский, Е. Сидорова и др.
Автор ряда книг и статей, в том числе «Очерки по технике дирижирования хором» (1948) и «Мастера хорового искусства в Московской консерватории» (1970); ценность представляют, в частности, его воспоминания о С. А. Самосуде и А. В. Гауке. В 1994 году избранные статьи и интервью составили сборник «О музыке и музыкантах».
Председатель Хорового общества Москвы (с 1959). Заместитель председателя Всероссийского хорового общества (с 1958).
Умер 6 января 1983 года в Москве.

Могила Клавдия Птицы

Похоронен на Кунцевском кладбище (10 уч.).

## Награды и звания
- Заслуженный артист РСФСР (1956)
- Народный артист РСФСР (1961)
- Народный артист СССР (1966)
- Кандидат искусствоведения (1940)
- Орден Ленина (1981)
- Орден Трудового Красного Знамени (1971)
- Орден «Знак Почёта» (1961)
- Медаль «За доблестный труд в Великой Отечественной войне 1941—1945 гг.» (1945)
- Медаль «За трудовое отличие» (1966)
- Почётный член Ассоциации американских хоровых дирижёров[2]
- Почётный гражданин Сочи.